# نوب هیل، آلبوکورکی، نیومکزیکو
نوب هیل (به انگلیسی: Nob Hill) یک منطقهٔ مسکونی در ایالات متحده آمریکا است که در البوکرکی، نیومکزیکو واقع شده‌است. نوب هیل ۴٬۷۶۷ نفر جمعیت دارد.